# Conrad Clemens

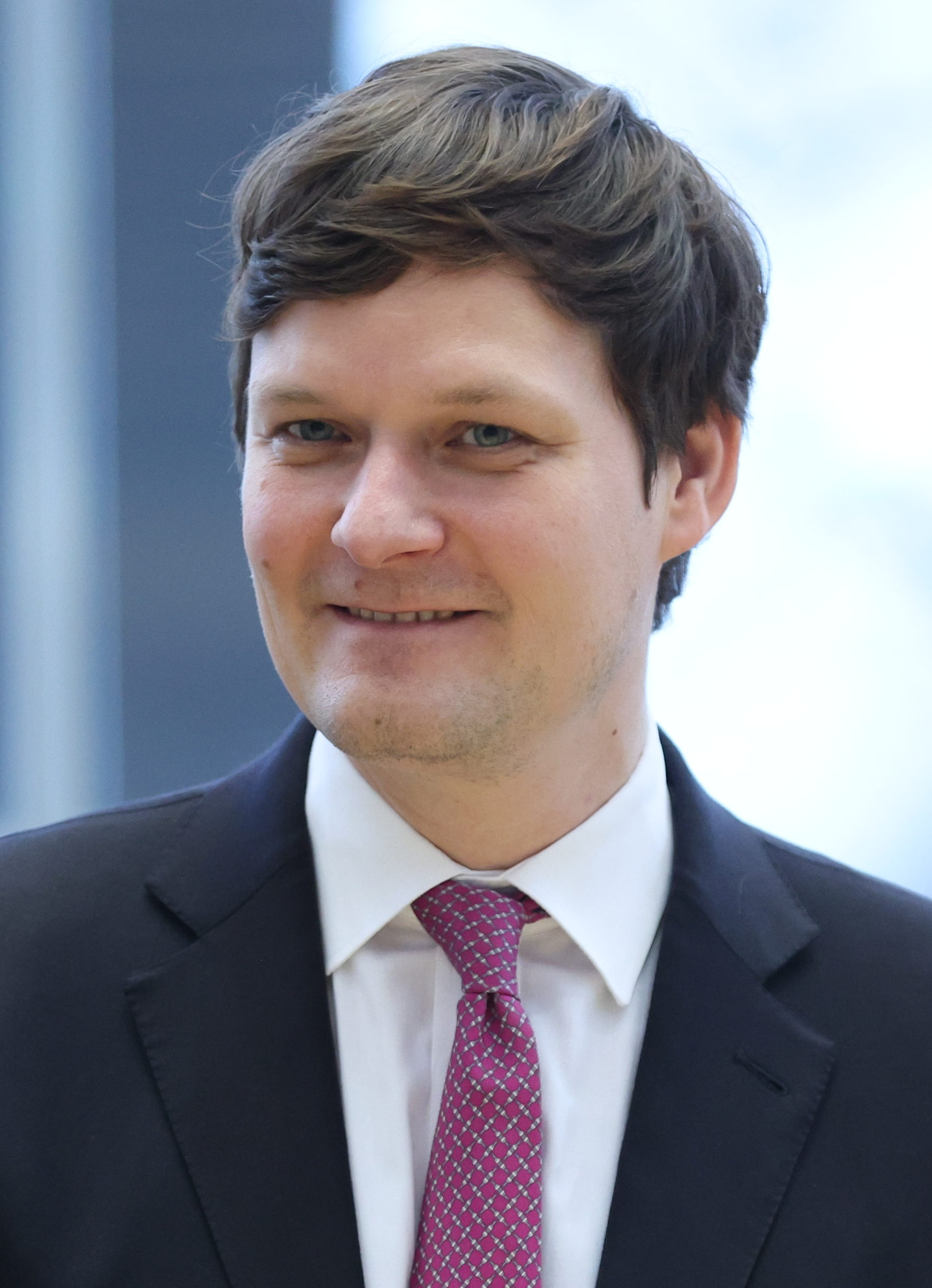
Conrad Clemens (2024)

Conrad Clemens (* 4. Januar 1983 in Schönebeck (Elbe)) ist ein deutscher Politiker (CDU). Seit Dezember 2024 ist er Sächsischer Staatsminister für Kultus im Kabinett Kretschmer III. Von Juli bis Dezember 2024 war er Chef der Sächsischen Staatskanzlei und Staatsminister für Bundesangelegenheiten und Medien sowie Bevollmächtigter des Freistaates Sachsen beim Bund im Kabinett Kretschmer II. Davor war er von 2019 bis 2024 im Amt eines Staatssekretärs bereits der Bevollmächtigte des Freistaates Sachsen beim Bund. Seit 2024 ist er zudem Abgeordneter des Sächsischen Landtags.

## Leben
Clemens wurde in Schönebeck an der Elbe geboren, wuchs in der DDR und nach der Wende in Suriname in Südamerika auf. Er ist Mitglied der Herrnhuter Brüdergemeine, einer Kirche aus der Oberlausitz, woher seine Familie stammt. Von 2002 bis 2005 studierte er mit einem Stipendium der Begabtenförderung der Konrad-Adenauer-Stiftung Internationale Betriebswirtschaft an der Europa-Universität Viadrina in Frankfurt/Oder und in Maastricht. Es folgten von 2005 bis 2007 ein Master-Studium in Vancouver in Kanada und von 2008 bis 2011 ein Promotionsstudium am Otto-Suhr-Institut der Freien Universität Berlin. Von 2011 bis 2012 war Conrad Clemens Berater der Wirtschaftsprüfungsgesellschaft PwC und von 2013 bis 2014 Büroleiter im Deutschen Bundestag.
Clemens lebt in Herrnhut und ist verheiratet.

## Politik
Von 2006 bis 2011 war Clemens Bezirksverordneter in Berlin-Neukölln. Von 2009 bis 2012 war er Landesvorsitzender der Jungen Union Berlin. Von Oktober 2014 bis März 2018 arbeitete Clemens als Bundesgeschäftsführer der Jungen Union Deutschlands. Im Bundestagswahlkampf 2017 leitete er in der CDU-Bundesgeschäftsstelle das Team für die Wahlkampfmobilisierung und den Tür-zu-Tür-Wahlkampf Connect 17. Von April 2018 bis Dezember 2019 war er Landesgeschäftsführer der CDU Sachsen und für die Organisation des Landtagswahlkampfes 2019 verantwortlich.
Ministerpräsident Michael Kretschmer ernannte ihn am 20. Dezember 2019 zum Staatssekretär und Bevollmächtigten des Freistaates Sachsen beim Bund in der Sächsischen Staatskanzlei. Am 16. Juli 2024 wurde Clemens als Nachfolger von Oliver Schenk als Chef der Staatskanzlei der Leiter der Sächsischen Staatskanzlei und Staatsminister für Bundesangelegenheiten und Medien und Bevollmächtigter des Freistaates Sachsen beim Bund im Kabinett Kretschmer II. Er nahm in dieser Funktion bei der Verleihung des UNESCO-Weltkulturerbes für die Siedlungen der Herrnhuter Brüdergemeine teil.

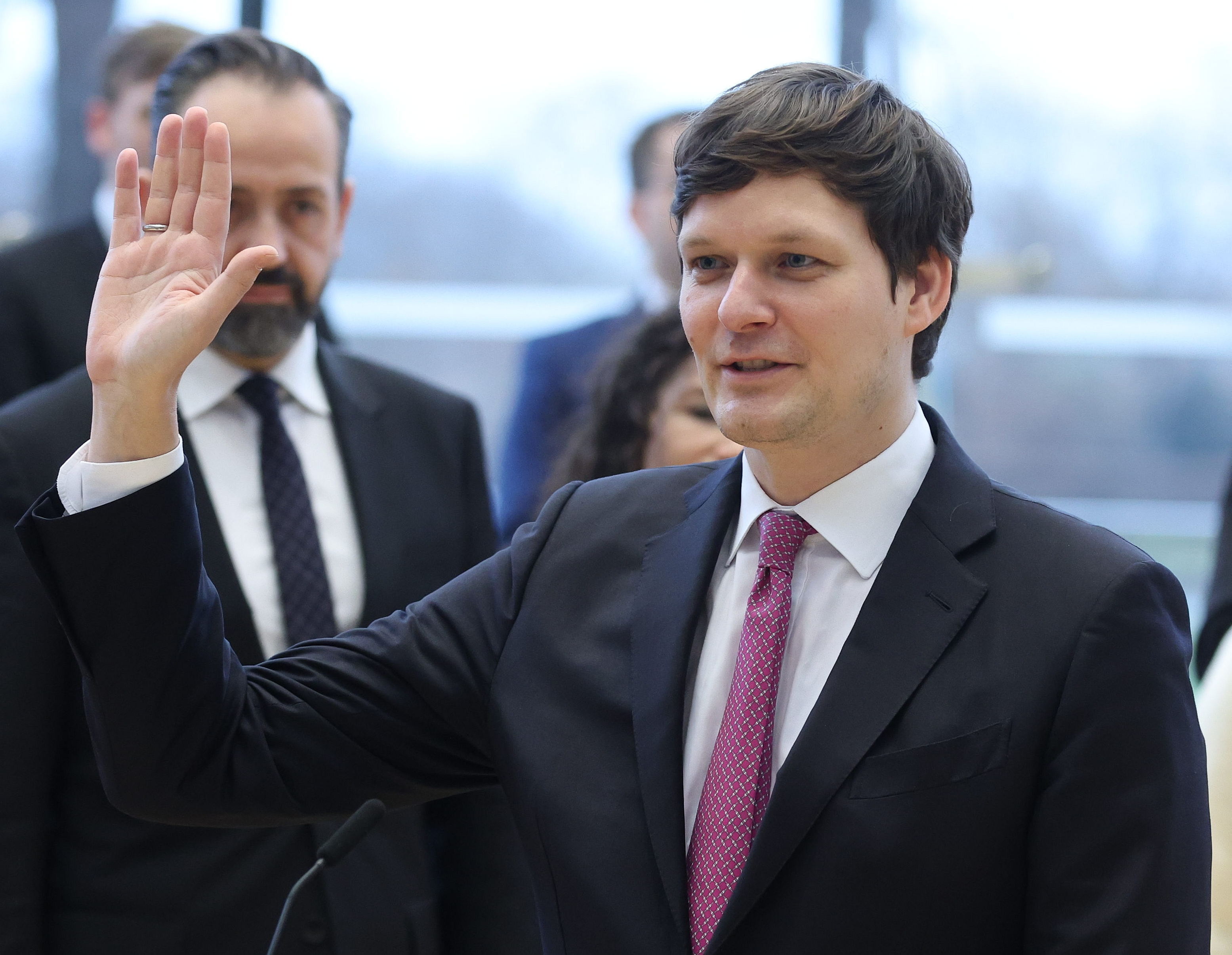
Clemens bei seiner Vereidigung als Minister im Sächsischen Landtag (2024)

Am 21. Oktober 2023 wurde Clemens einstimmig zum Wahlkreis-Kandidaten für den Wahlkreis Görlitz 3 zur Landtagswahl 2024 nominiert. Bei der Landtagswahl erreichte er 36,1 % der Erststimmen, verfehlte aber den Direkteinzug. Er zog jedoch über die Landesliste (Platz 19) in den Landtag ein.
Am 19. Dezember 2024 wurde Clemens zum Sächsischen Staatsminister für Kultus im Kabinett Kretschmer III ernannt.